# Wa Polytechnic
Die Wa Polytechnic (dt. Fachhochschule Sunyani) ist eine von zehn Fachoberschulen im westafrikanischen Staat Ghana. Sie wurde in der Hauptstadt der Upper West Region in Wa gegründet.